# Karmelküste

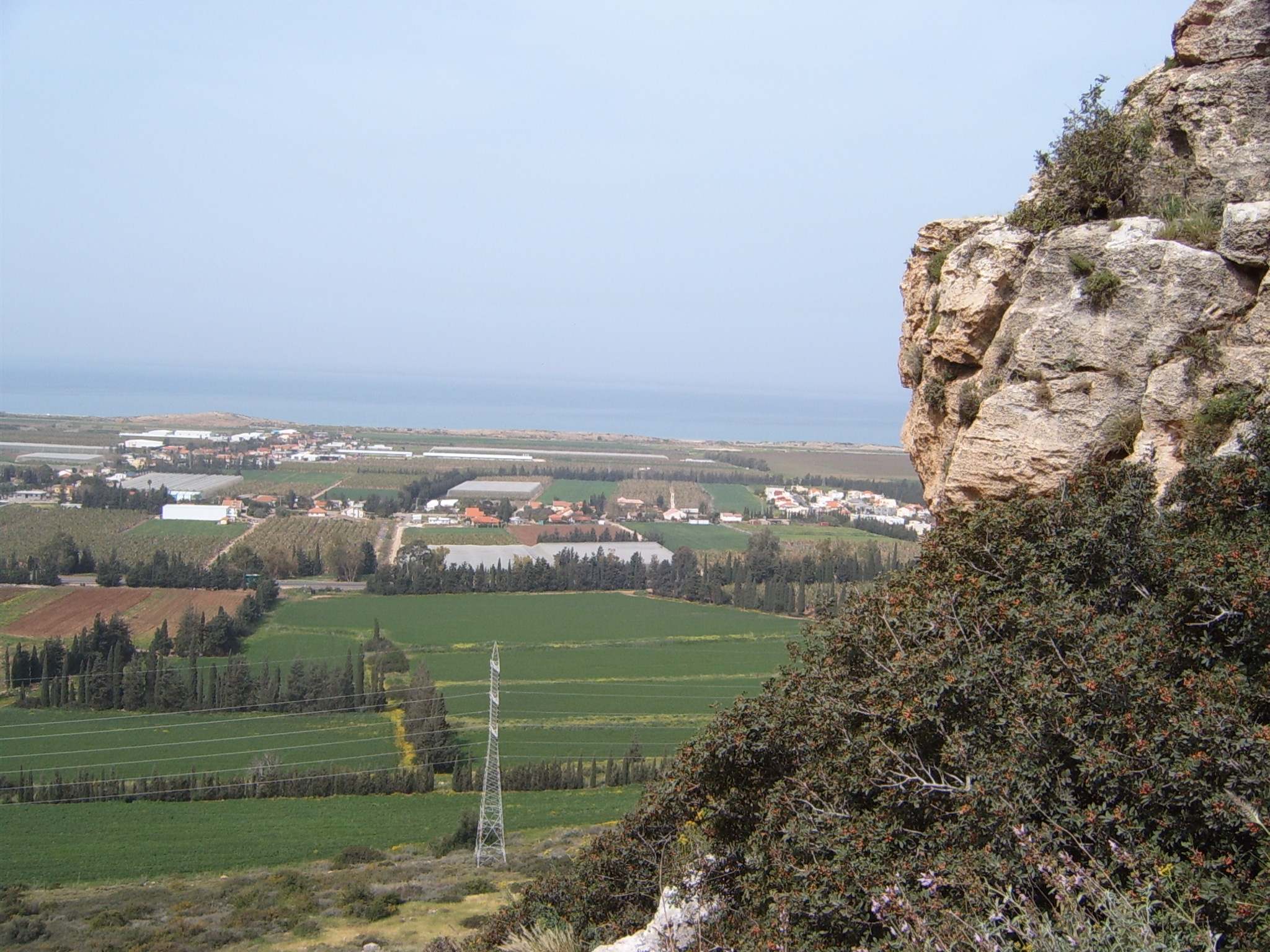
Blick vom Karmel über die Küstenebene

Als Karmelküste (hebräisch חוֹף הַכַּרְמֶל Chōf haKarmel) bezeichnet man den schmalen Küstenstreifen zwischen dem Mittelmeer und dem Karmelgebirge im Bezirk Haifa in Nordisrael. In Nord-Süd-Richtung erstreckt sich das Gebiet etwa 30 Kilometer entlang des Meeres; es ist allerdings nur zwei bis drei Kilometer breit. Den nördlichen Abschluss der Ebene bildet das Karmelkap mit der Stadt Haifa, südlich des Gebirges bildet die Mündung des Nachal Tanninim die Grenze zur angrenzenden Scharonebene. Chōf haKarmel ist auch der Name der israelischen Regionalverwaltung, die außer Haifa selbst die Gemeinden der Karmelküste südlich der Stadt umfasst. 